# Пихтовка (Маріїнський округ)
Пи́хтовка (рос. Пихтовка) — селище у складі Маріїнського округу Кемеровської області, Росія.

## Населення
Населення — 295 осіб (2010; 340 у 2002).
Національний склад (станом на 2002 рік):
- росіяни — 96 %